# Paulino Martínez
Paulino Martínez Barredo (nascido em 31 de agosto de 1952) é um ex-ciclista espanhol. Ele montou em quatro Grandes Voltas entre 1978 e 1981. Também competiu na prova de estrada, individualmente, nos Jogos Olímpicos de Montreal 1976.